# Jean René Lemoine
Jean René Lemoine   (Haití, 19 de juny de 1959) és un dramaturg, director teatral, actor i guionista de cinema i televisió haitià. Des de 1989, resideix a París.
La seva obra Erzuli Dahomey, déesse de l'amour va rebre el Premi SACD de dramatúrgia en llengua francesa l'any 2009. Va entrar al repertori de la Comédie-Française el 2012 (Théâtre du Vieux-Colombier).

## Filmografia

### Cinema

#### Actor
- Cinderella '80 (Roberto Malenotti, 1980)
- Miranda (Tinto Brass, 1985)
- Così fan tutte (Tinto Brass, 1992)
- Confession d'un dragueur (Alain Soral, 2001)
- Jeune Femme (Léonor Serraille, 2017)[6]

#### Guionista
- Moloch Tropical (Raoul Peck, 2009)

### Televisió
- Ellepi (Roberto Malenotti, 1987, telefilm)
- 28' (sèrie, primer episodi, 2012)

## Obres de teatre
- L'Adoration, Carnières, Lansman, coll. « Théâtre à l'affiche », 2003, 35 p. ISBN 978-2-87282-387-1
- Ecchymose, Besançon, Les Solitaires Intempestifs, coll. « Bleue », 2005, 48 p. ISBN 978-2-84681-137-8
- Face à la mère, Besançon, Les Solitaires Intempestifs, coll. « Bleue », 2006, 64 p. ISBN 978-2-84681-176-7
- Erzuli Dahomey, déesse de l'amour, Besançon, Les Solitaires Intempestifs, coll. « Bleue », 2009, 96 p. ISBN 978-2-84681-267-2. Prix SACD 2009
- Iphigénie, suivi de In memoriam, Besançon, Les Solitaires Intempestifs, coll. « Bleue », 2012, 64 p. ISBN 978-2-84681-313-6
- Médée poème enragé (suivi de) Atlantides, Les Solitaires Intempestifs, coll. « Bleue », 2013, 80 p. ISBN 978-2-84681-521-5
- Atlantides (suivi de) Le Voyage vers Grand-Rivière, Les Solitaires Intempestifs, coll. « Jeunesse », 2014, 64 p. ISBN 978-2-84681-436-2
- Vents contraires, Les Solitaires Intempestifs, coll. « Bleue », 2016, 96 p. ISBN 978-2-84681-476-8